# Зиґмунт з Радзанова, Угнева
Зиґмунт з Радзанова, Угнева, Ніщиць (пом. між 1470 і 1472) — польський шляхтич, урядник і магнат часу Королівства Ягайлонів.

## Життєпис
Походив з родини із Мазовії, представники якої підписувалися «з Радзанова, Нішиць» у Плоцькій землі, «з Цємнєва» — в Цеханівській, «з Угнева» — в Белзькій.
1470 року записав фундуш для парафії Римо-Католицької церкви в Угневі. Мав посаду белзького воєводи.
Діти:
- Ян з Радзанова — стольник плоцький, канцлер князя, помер перед 1482
- Дзерслав (Дерслав) з Угнева — в 1495 році белзький каштелян, чоловік Анни з Бучацьких, дочки теребовельського старости Яна Бучацького
- Павел з Купіськ, званий «Понда»
- Зиґмунт Угньовський з Радзанова, Цємнєва
- Якуб з Цємнєва
- Анджей Ніщицький — белзький, плоцький воєвода
- Анна Угньовська — дружина князя Мазовії Болєслава V.